# ユニバーサル・エピック・ユニバース
ユニバーサル・エピック・ユニバース（英: Universal Epic Universe）は、アメリカのフロリダ州オーランドにあるユニバーサル・オーランド・リゾート内に2025年5月22日にオープンしたの4つ目のユニバーサル・スタジオ・テーマパークである。

## 概要
2019年8月に発表され、従来の場所から車で12分程度の場所に建設中である。この施設はアトラクションやグッズなどをメインに販売しているテーマパーク以外にもエンターテイメントセンターや公式ユニバーサル・ホテル、ショッピングセンターやレストランなどを併設予定。
2025年開園予定である。
2024年10月17日、オープン日は2025年5月22日になると発表。

## 内容
アメリカの企業であるコムキャストとその子会社部門NBCユニバーサルは、ユニバーサル・デスティネーションズ&エクスペリエンシズの会長兼最高経営責任者であるトム・ウィリアムズは、エピック・ユニバースは「最も没入型で革新的なユニバーサル・スタジオ・テーマパークである」になると述べている。

## パークレイアウト/アトラクション
以下の5つのエリアで構成されている。また、ユニバーサル・エピック・ユニバース内には「ユニバーサル・ヘリオス・グランド・ホテル（Universal Helios Grand Hotel）」も開業する。

### セレスティアル・パーク
「セレスティアル・パーク」（Celestial Park）とはエントランスから広がるエリア。天文学や神話にインスパイアされており、テーマパークを「公園」に戻したような、のどかな庭園や水路、散策路が広がっており、建築物や水辺、緑を楽しみながら、フードやショッピングを楽しむことができる。セレスティアル・パークからは、他の4つのエリアへのポータルが設置されており、ゲストはポータルを通ることで、他エリアの世界へと入っていくことができる。また、アトラクションも併設されている。
アトラクション
- スターダスト・レーサーズ（Stardust Racers） - 最高時速約100km、高さ約40m、距離約1.5kmにもなるデュエリング・コースター
- コンステレーション・カルーセル（Constellation Carousel）
- アストロノミカ（Astronomica） - 水を使ったインタラクティブなアトラクション

レストラン
- アトランティック（Atlantic） - ヴィクトリアン様式の水族館をモチーフにしたレストラン
- ブルー・ドラゴン・パン・アジアン・レストラン（The Blue Dragon Pan-Asian Restaurant） - 日本や中国、タイといったアジア各国の料理を楽しめるレストラン

### ヒックとドラゴン：バーク島
「ヒックとドラゴン：バーク島（How to Train Your Dragon — Isle of Berk）」とは映画『ヒックとドラゴン』シリーズをテーマとしたエリア。ヴァイキングと火を噴くドラゴンが共存する世界を冒険できる。
アトラクション
- ヒックのウイング・グライダーズ（Hiccup's Wing Gliders） - ヒックの発明品に乗ってドラゴンに乗った気分を味わえるコースタータイプのライド。
- アントレイナブル・ドラゴン（The Untrainable Dragon） - ユニバーサル・スタジオ・北京にも同様のショーがある。
- ドラゴン・レーサーズ・ラリー（Dragon Racer's Rally）
- ファイア・ドリル（Fyre Drill） - 水鉄砲でスコアを競うボートライド。
- ヴァイキング・トレーニング・キャンプ（Viking Training Camp） - アスレチックエリア

レストラン
- ミード・ホール（Mead Hall）

### スーパー・ニンテンドー・ワールド
ユニバーサル・スタジオ・ジャパンのスーパー・ニンテンドー・ワールドと同じく、ドンキーコングのエリアも併設する。

### ウィザーディング・ワールド・オブ・ハリー・ポッター：魔法省
『ファンタスティック・ビースト』シリーズに登場する1920年代のパリと、『ハリー・ポッター』シリーズに登場する英国魔法省が融合したエリア。

### ダーク・ユニバース
「ダーク・ユニバース（Dark Universe）」とはドラキュラやフランケンシュタイン、狼男など『ユニバーサル・モンスターズ』をテーマとしたエリア。「ダークムーア村（Darkmoor Village）」という架空の村を舞台に、ゲストは怪奇の世界に足を踏み入れる。
アトラクション
- モンスターズ・アンチェインド：フランケンシュタイン・エクスペリメント（Monsters Unchained: The Frankenstein Experiment） - ヘンリー・フランケンシュタイン博士の子孫である女性博士が邸宅の地下を舞台に「モンスターたちを従える」という狂気の実験を行うが失敗し、怒り狂ったドラキュラ率いる狼男、ミイラ男や半魚人といったモンスター軍団の魔の手から脱出するスリルライドタイプのアトラクション
- カース・オブ・ザ・ウェアウルフ（Curse of the Werewolf） - 狼男の群れが潜む森から脱出するという設定の回転式ローラーコースター

レストラン
- ダス・ステイクハウス（Das Stakehaus） - 古代の共同墓地跡に作られ、吸血鬼の眷属や下僕が運営している設定のレストラン
- バーニング・ブレイド・タヴァーン（The Burning Blade Tavern） - 映画「フランケンシュタイン」に登場する燃える風車をモチーフにし、モンスターハンターが集うクイックサービスのレストラン

ショップ
- ダークムーア・モンスター・メイクアップ・エクスペリエンス（Darkmoor Monster Makeup Experience） - ショッピングの他にモンスターにメイクアップで変身できる有料サービスも体験可能

トリビア
- ダーク・ユニバースのBGMは映画「ビートルジュース」などの映画音楽で有名なダニー・エルフマンが手掛けており、本人はXアカウント上で喜びを表していた[13]。